# Мирошниченко, Валентин Иванович
Валентин Иванович Мирошниченко (21 мая 1935, Ивановка, Харьковская область — 6 марта 2015, Сумы) — советский и украинский учёный в области физики ускорителей, член-корреспондент НАНУ (2006).
Окончил Харьковский университет (1958).
В 1958—1995 гг. работал в Харьковском физико-техническом институте, с 1989 г. зав. лабораторией.
Защитил диссертации:
- 1966 — кандидатская «Отражение и поглощение электромагнитных волн ограниченной и полуограниченной плазмой»;
- 1989 — докторская: Преобразование электромагнитных волн при взаимодействии с движущейся плазмой и релятивистскими электронными пучками : диссертация … доктора физико-математических наук : 01.04.08 / Харьк. гос. ун-т им. А. М. Горького. — Харьков, 1988. — 281 с. : ил.

С 1995 г. зав. отделом электростатических ускорителей, одновременно с 2006 г. зам. директора по научной работе Института прикладной физики НАНУ (Сумы).
По совместительству профессор кафедры экспериментальной и теоретической физики Сумского университета, читал спецкурсы «Физические основы ускорения заряженных частиц» и «Основы физики плазмы».
Доктор физико-математических наук (1989), старший научный сотрудник (1975), член-корреспондент НАНУ (2006).
Автор пионерских работ по применению релятивистских электронных пучков для генерации коротковолнового электромагнитного излучения при взаимодействии с электромагнитными волнами на основе вынужденного когерентного рассеяния этих волн электронами релятивистского пучка.
Предложил и исследовал, совместно с Я. Б. Файнбергом, лазер на свободных электронах с плазменным заполнением (1986).
Заслуженный деятель науки и техники Украины (2009).